# Gaston Baty
Jean-Baptiste-Marie-Gaston Baty (* 26. Mai 1885 in Pélussin; † 13. Oktober 1952 ebenda) war ein französischer Regisseur, Dramatiker und Theaterleiter.
Baty absolvierte eine künstlerische Ausbildung an Theatern in München und Paris und war stark beeindruckt von dem Maler und Bühnenbildner Fritz Erler. Er begann seine Theaterlaufbahn 1919 als Assistent von Firmin Gémier bei einer Reihe von Aufführungen am Cirque d’hiver. Seinen ersten großen Erfolg hatte er 1921 mit einer Aufführung von Paul Claudels L’Annonce faite à Marie. 1922 gehörte er zu den Gründern der Compagnons de la Chimère und beteiligte sich an deren Theaterworkshops in der Baraque de la Chimère in Saint-Germain-des-Prés.
1926 schloss er sich mit Charles Dullin, Louis Jouvet und Georges Pitoëff zum Le Cartel des Quartres zusammen, das in den Folgejahren bedeutenden Einfluss in der Pariser Theaterszene hatte. Ab 1930 leitete er das Théâtre Montparnasse, mit dem er internationale Anerkennung fand. Hier führte er seine Adaptionen von Dostojewskis Schuld und Sühne (1933), Flauberts Madame Bovary (1936) und Cervantes’ Don Quijote (Dulcinee, 1938) auf, Shakespeares Hamlet (1929), Racines Phèdre (1940) und Bérénice (1946), Jean-Jacques Bernards Martine, Strindbergs Totentanz, Werke von Goethe, Shaw, O’Neill und anderen.
Während des Zweiten Weltkrieges und in den Jahren bis zu seinem Tode widmete sich Baty ausschließlich dem Puppentheater. Mehrere seiner Theateradaptionen (Dulcinea, Madame Bouvary, Schuld und Sühne) wurden nach seinem Tode verfilmt.